# 堀内忠司
堀内 忠司（ほりうち ちゅうじ、1849年（嘉永2年4月） - 1920年（大正9年）12月5日）は、明治時代の政治家。衆議院議員（1期）。

## 経歴
大和国忍海郡南花内村（奈良県忍海郡忍海村大字南花、南葛城郡忍海村、北葛城郡新庄町を経て現葛城市）出身。1875年（明治8年）4月、忍海郡小区長となり、大和国域が堺県へ編入されると1878年（明治11年）同県第四大区一小区長に転じる。1880年（明治13年）郡区改正に伴い高市・葛上・葛下・忍海郡役所書記に任じ、1882年（明治15年）2月、同職を辞した。1884年（明治17年）6月、大阪府会議員に挙げられ、減租請願委員などを務めたのち、1887年（明治20年）奈良県会議員に当選し、同常置委員、副議長、議長を務めた。ほか、忍海村会議員、忍海村長、南葛城郡会議員、郡農会長などを歴任した。
1890年（明治23年）7月の第1回衆議院議員総選挙では奈良県第2区から出馬し当選。弥生倶楽部に属し衆議院議員を1期務めた。